# Яшкинський
Я́шкинський (рос. Яшкинский) — селище у складі Яшкинського округу Кемеровської області, Росія.

## Населення
Населення — 993 особи (2010; 1093 у 2002).
Національний склад (станом на 2002 рік):
- росіяни — 87 %